# Takko (Aomori)
Takko (田子町 Takko-machi?) es un pueblo localizado en la prefectura de Aomori, Japón. En octubre de 2018 tenía una población de 5.102 habitantes y una densidad de población de 21,1 personas por km². Su área total es de 241,98 km².

## Geografía

### Municipios circundantes
- Prefectura de Aomori
  - Sannohe
- Prefectura de Iwate
  - Ninohe
  - Hachimantai
- Prefectura de Akita
  - Kazuno

## Demografía
Según datos del censo japonés, la población de Takko ha disminuido en los últimos años.
| Año del censo | Población |
| ------------- | --------- |
| 1995          | 7.681     |
| 2000          | 7.288     |
| 2005          | 6.883     |
| 2010          | 6.175     |
| 2015          | 5.554     |